# Lipa (miasto)
Lipa – miasto na Filipinach w regionie CALABARZON, w prowincji Batangas, na wyspie Luzon.
W 2010 roku liczyło 283 468 mieszkańców.
Miasto jest ośrodkiem przemysłu maszynowego, włókienniczego oraz odzieżowego oraz jest ośrodkiem uprawy cytrusów, ryżu, palmy kokosowej, kukurydzy.
Lipa jest siedzibą archidiecezji Lipa oraz celem pielgrzymek. Ma w nim siedzibę wiele zgromadzeń zakonnych, między innymi Misjonarze Najświętszego Serca Jezusowego, misjonarki Miłości, bracia szkół chrześcijańskich, józefici, kapucyni, benedyktynki, karmelitanki i redemptoryści. Znajduje się tutaj wiele zabytkowych kościołów i kaplic katolickich, między innymi katedra metropolitalna Świętego Sebastiana.

## Geografia
Lipa zajmuje powierzchnię 20 940 ha. Miasto położone jest na średniej wysokości 312 m n.p.m. Na zachód od niego znajduje się jezioro Taal. Lipa jest ograniczona przez miejscowości Santo Tomas od północnego wschodu, San Pablo i San Antonio od wschodu, Padre Garcia i Rosario od południowego wschodu, Ibaan i San Jose od południowego zachodu, Cuenca i Mataas Na Kahoy od zachodu oraz Balete i Malvar od północnego zachodu.
Położenie miasta w dolinie między górami Mount Malarayat i Mount Makulot pozwala ograniczyć narażenie na klęski żywiołowe (między innymi tajfuny). Mount Makulot jest także naturalną osłoną przed erupcją wulkanu Taal.
Lipa jest podzielona na 73 barangaje.

## Historia

### Świetność miasta
Pod koniec XIX wieku Lipa stała się znana jako światowe centrum handlu kawą. Z powodu tej branży szybko stało się najbogatszym miastem w kraju, z rocznym dochodem około 4 mln peso filipińskich. Bogaciła się w szczególności arystokracja pochodzenia hiszpańskiego. W tym czasie zbudowano wiele kamienic i pałaców w mieście.

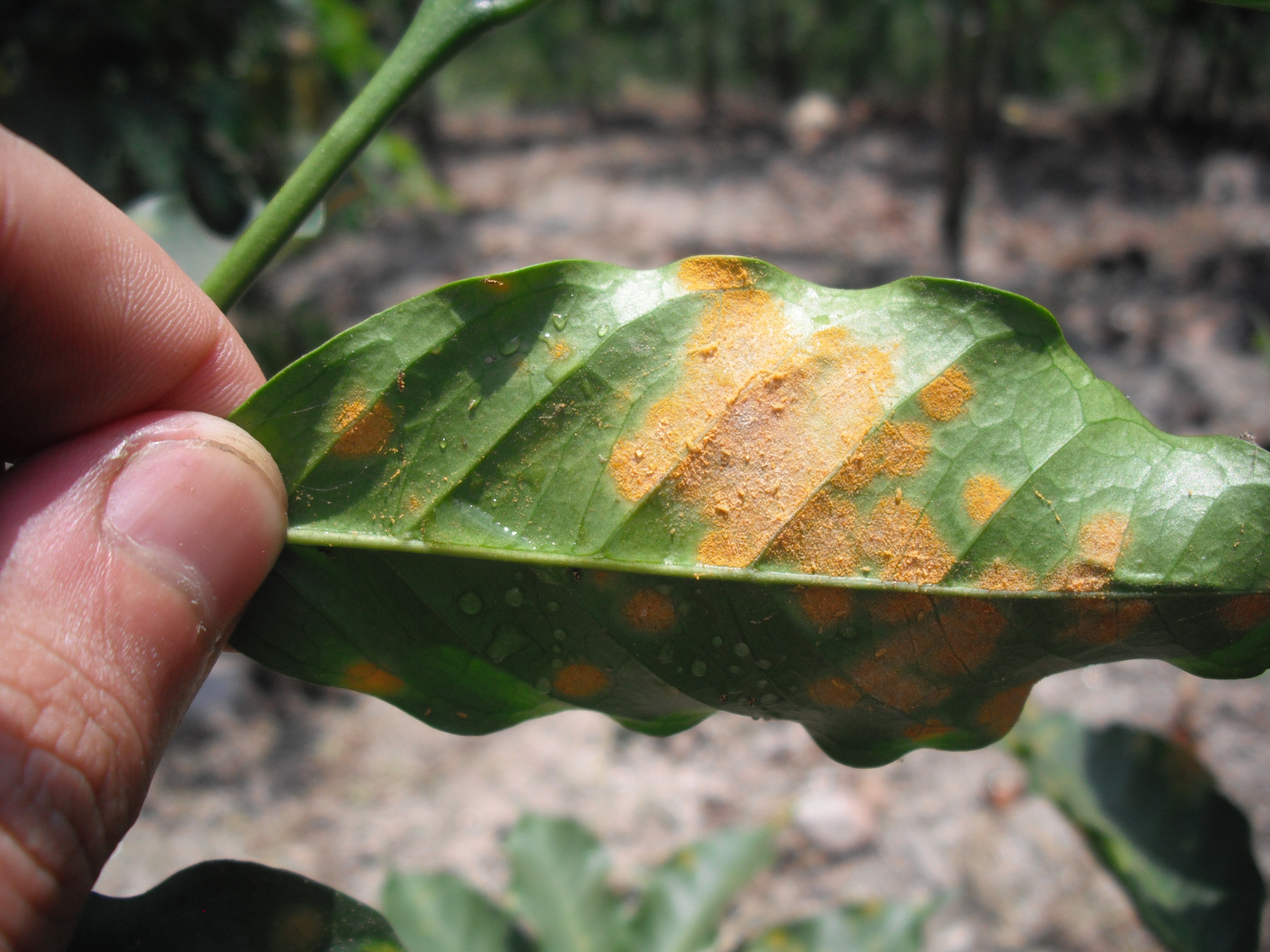
Liść kawowca zarażony rdzą

Zamożność tej małej wówczas miejscowości została dostrzeżona przez królową Hiszpanii, Marię Krystynę (regentkę młodego króla Alfonsa XIII), która 21 października 1887 nadała miastu prawa miejskie wraz z herbem oraz przywilejem korzystania z niego. Jednak związane z kawą prosperity i bogactwo miasta przeminęły wraz z nagłym upadkiem upraw kawy, spowodowanym w 1889 przez grzybek Hemileia vastatrix z rzędu rdzowców powodujący rdzę liści kawowca.

### II wojna światowa
Kompletny upadek Lipy nastąpił w czasie II wojny światowej. Miasto należało do najbardziej zniszczonych podczas działań wojennych w południowej części wyspy. Spośród wielu kamienic i pałaców wojnę przetrwało zaledwie kilka, między innymi dom Luz-Katigbak (Casa de Segunda) oraz dom Luz-Bautista.

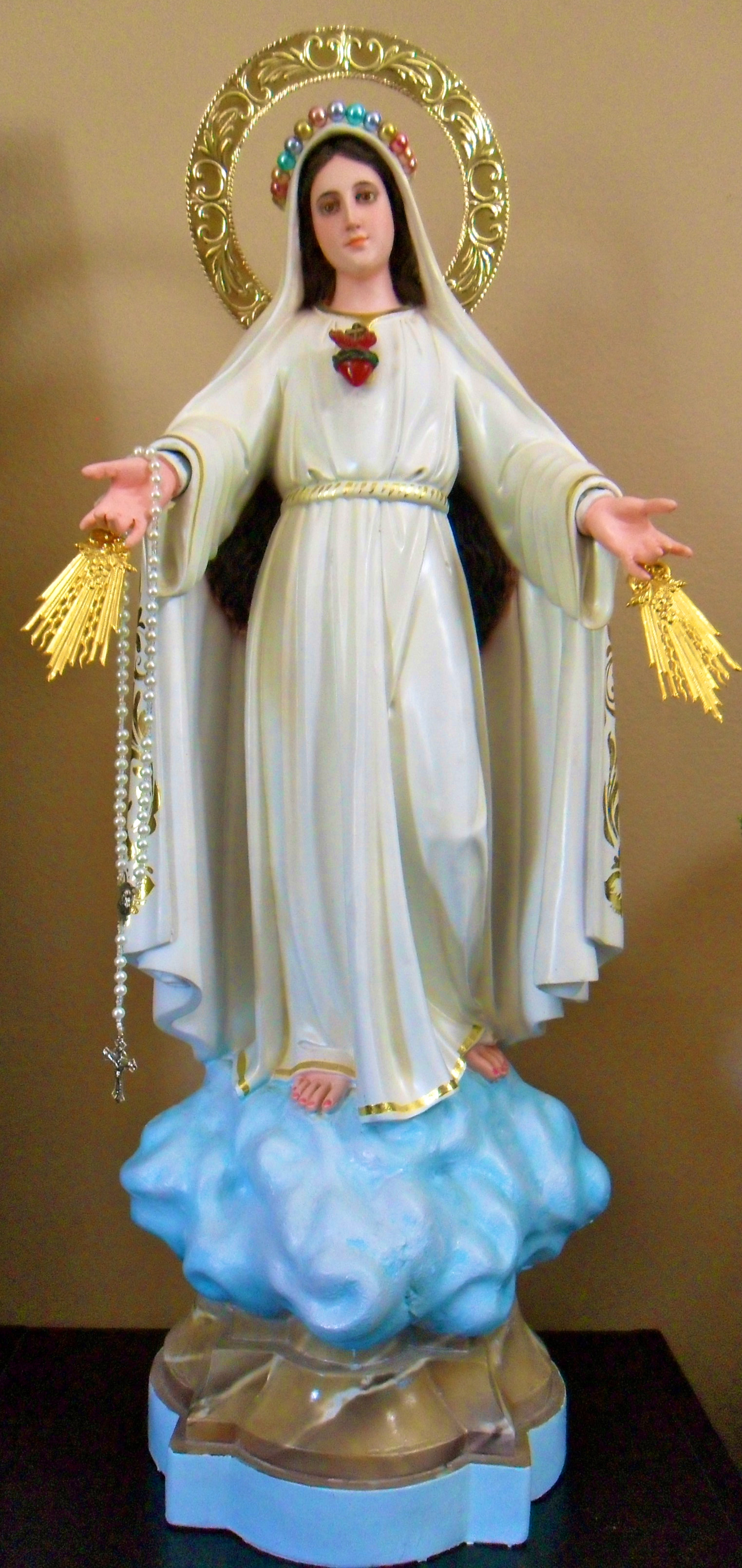
Drewniana statuetka Matki Boskiej z Lipy, jaką podarowano Benedyktowi XVI

### Objawienie Matki Boskiej, Maryi Pośredniczki Łask Wszelkich
Matka Boska objawiła się po raz pierwszy w dniach 12-14 września 1948 Teresicie Castillo, nowicjuszce karmelitanek, córce byłego gubernatora prowincji Batangas. Doszło wówczas do niewytłumaczalnych zjawisk nawróceń i uzdrowień fizycznych wraz ze spadającymi z nieba płatkami róż. Płatki zostały zbadane przez ekspertów, okazały się pochodzić z rosyjskich upraw, w związku z czym objawienie nie zostało poświadczone.
Dwa lata później miejscowy Kościół katolicki ogłosił domniemane objawienie oszustwem i nakazał karmelitankom zniszczyć wszystko, co z nim związane. W 1990, po 40 latach publicznego milczenia, arcybiskup Mariano Gaviola ponownie otworzył sprawę i zarządził, aby posąg Maryi Pośredniczki Łask Wszelkich znów wystawić do publicznej czci.
W 1991 płatki róż ponownie zaczęły spadać z nieba na terenie klasztoru karmelitów. Mówiono, że figura Matki Boskiej ożyła. Z tego powodu, w dniu 12 września 2005, ówczesny arcybiskup Ramón Argüelles oficjalnie przywrócił kult Matki Boskiej i ogłosił tę datę jako dzień dorocznej pielgrzymki narodowej. Od tego momentu co roku, 12 września, tysiące wiernych bierze udział w tym wydarzeniu. W 2008 udział w niej wzięła prezydent Filipin Gloria Macapagal-Arroyo.

## Klimat
Klimat jest na ogół ciepły, z wyjątkiem okresów przejść tajfunów i lata. Średnia roczna temperatura wynosi 28 °C. Najwyższa zarejestrowana temperatura wynosiła 35,7 °C, a najniższa – 16,4 °C. Opady deszczu są sporadycznie w ciągu roku. Pora sucha trwa od stycznia do maja. Wzmożone opady mają miejsce od czerwca do grudnia.
| Miesiąc                          | Sty  | Lut  | Mar | Kwi  | Maj | Cze   | Lip   | Sie   | Wrz   | Paź   | Lis   | Gru   | Roczna |
| -------------------------------- | ---- | ---- | --- | ---- | --- | ----- | ----- | ----- | ----- | ----- | ----- | ----- | ------ |
| Średnie temperatury w dzień [°C] | 30   | 31   | 33  | 34   | 34  | 32    | 31    | 31    | 31    | 33    | 31    | 30    | 32     |
| Średnie dobowe temperatury [°C]  | 27   | 27   | 28  | 29   | 29  | 29    | 28    | 28    | 28    | 28    | 28    | 27    | 28     |
| Średnie temperatury w nocy [°C]  | 23   | 23   | 23  | 24   | 25  | 25    | 24    | 24    | 24    | 24    | 24    | 23    | 24     |
| Opady [mm]                       | 23.9 | 23.9 | 17  | 23.9 | 97  | 166.1 | 291.1 | 228.1 | 230.1 | 132.1 | 119.1 | 115.1 | 1467,4 |
| Źródło: World Weather Online     |      |      |     |      |     |       |       |       |       |       |       |       |        |

## Zabytki
W Lipie znajdują się takie zabytki jak:
- katedra metropolitalna św. Sebastiana, budowana w latach 1779–1865, zabezpieczona też na wypadek trzęsień ziemi. Kościół stał się 10 kwietnia 1910 siedzibą diecezji Lipa i jej katedrą, a jej pierwszym biskupem był Joseph Petrelli. W czasie II wojny światowej kościół poniósł ogromne straty. Aby zapobiec dalszemu niszczeniu katedry, w 2000 przeprowadzono generalny remont. Kościół posiada również wielkie organy piszczałkowe zaprojektowane w stylu barokowym, jedyne takie w prowincji Batangas.
- klasztor Świętego Benedykta
- archidiecezjalne sanktuarium św. Wincentego Ferreriusza
- kaplica redemptorystów Divino Amor (miejsce kultu Matki Bożej Nieustającej Pomocy)
- Dom Luz-Katigbak (Casa de Segunda) – zbudowany w 1880 z dramatycznymi aranżacjami przestrzeni. Był własnością wpływowego rodu Katigbak, związanego z José Rizalem. Budynek został częściowo zniszczony w 1942. Przebudowano go w 1956, a odrestaurowano w 1996 w jego pierwotnej formie i wielkości, wraz z fontanną, stawami i sadami. W tym samym roku otwarto go dla publiczności. Pełni formę repozytorium, wskazując bogaty styl życia mieszkańców miasta Lipa pod koniec XIX wieku.
- Dom Luz-Bautista – zbudowany przez rodzinę Luz, ukończony w 1881, po dziesięciu latach budowy. Został wzniesiony w stylu architektury babilońskiej. Posiadał zasłony z Paryża, lustra z Austrii, meble z Wiednia, świeczniki i talerze z Niemiec oraz elegancką chińską porcelanę. Jest jednym z nielicznych domów z kamienia (Bahay na Bato), który przetrwał II wojnę światową. Choć nie jest udostępniony publiczności, nadal jest świadectwem dawnej świetności Lipy.
- Museo de Lipa
- Museo ng Katipunan of Bulakalan

W Lipa znajduje się ogród botaniczny Anihan.